# Czibor Ferenc
Czibor Ferenc (Búcs, 1797. március 22. – Kömlőd, 1886. március 21.) református lelkész, tanár.

## Élete
A pápai kollégiumban végezte el a közép- és főiskolai tanulmányait. Ezt követően Kömlődön működött mint rektor, később nevelő lett a Pázmány családnál. 1839-től pápai tanár volt egykori iskolájában 1845-ig. Azután Kömlődön, Komárom megyében lett református lelkész.

## Munkái
A philosophia szükségessége mit előbeszélt a helv. vallástételt tartók főtiszt. túl a dunai egyházkerülete anya iskolájában a philosophia oktató székbe ápr. 8. 1839. tartatott igtatásakor. Pápa, 1839.